# Turla
Turla, auch Snake oder Uroburos genannt, ist zum einen ein 2008 als Golang-basierte Malware erkanntes Computerprogramm, zum anderen die Bezeichnung für eine Spionage-Gruppe.
Im Jahr 2014 wurde von Kaspersky eine Variante des Windows-Trojaners gefunden, die Linux-Systeme befällt und auf diesen keine Administrator-Rechte benötigt. Der Trojaner wurde auf Rechnern in Botschaften, militärischen Komplexen, Bildungs- und Forschungseinrichtungen sowie in Pharmazieunternehmen gefunden. Obwohl die Herkunft des Trojaners lange Zeit unklar war, wurde vermutet, dass er in Russland entwickelt wurde. Zwischenzeitlich scheint klar zu sein, dass die Hackergruppe vom russischen Inlandsgeheimdienst FSB gesteuert wird.
Vermutlich hat Snake das Netzwerk IVBB der Deutschen Bundesregierung angegriffen. Außerdem wird der gleichnamigen Gruppe Snake vorgeworfen, hinter Agent.BTZ zu stecken, einer Schadsoftware, welche sich per USB-Stick in Computer des US-Militärs einnistete.
Im Jahr 2017 wurde berichtet, dass die Gruppe Snake vermutlich auch hinter der Attacke Moonlight Maze steckte. Bei Moonlight Maze handelte es sich um eine der ersten Cyberspionagekamapagnen, welche bis 1996 zurückreichte.
Im Jahr 2023 gelang es dem FBI nach eigenen Angaben, Snake auszuschalten. Das FBI konnte in Snake einen eigenen Code einschleusen, welcher der Malware befahl, sich selbst zu überschreiben.